# Lankanectes corrugatus
Lankanectes corrugatus é uma espécie de anfíbio da família Nyctibatrachidae. É a única espécie do género Lankanectes. É endémica do Sri Lanka. Sua coloração dorsal varia entre o marrom e o marrom alaranjado com manchas e pintas pretas, enquanto o ventre é branco ou marrom claro, malhado com marrom. Os machos medem aproximadamente 35 milímetros e as fêmeas 71 milímetros.
Os seus habitats naturais são: florestas subtropicais ou tropicais húmidas de baixa altitude, pântanos subtropicais ou tropicais, regiões subtropicais ou tropicais húmidas de alta altitude, rios, rios intermitentes, pântanos, marismas de água doce e jardins rurais. Está ameaçada por perda de habitat.